# Monica Ali
Monica Ali es escritora y novelista bangladesí. Nació el 20 de octubre de 1967 en Daca, Bangladés, de padre británico y madre hindú. 
Emigró a la edad de tres años a Inglaterra. Se educó en la escuela de Bolton (División Femenina) del Gran Mánchester, en Inglaterra y estudió filosofía, política y economía en Wadham College, Universidad de Oxford. Monica Ali reside en el sur de Londres con su marido, Simon Torrance, un consultor de administración y sus dos hijos, Félix y Shumi. Su obra más conocida es Brick Lane, su primera novela, que fue nominada para el Premio Man Booker en 2003.

## Obra
- Brick Lane (2003)
- Alentejo Blue (2006)
- In The Kitchen (2009)
- Untold Story (2011)